# NGC 1635
NGC 1635 je galaksija u zviježđu Eridanu.

## Vanjske poveznice
- SEDS: NGC 1635